# Osterwald (Salzhemmendorf)
Osterwald ist ein Ortsteil des Fleckens Salzhemmendorf im niedersächsischen Landkreis Hameln-Pyrmont.

## Geografie
Der Ort Osterwald liegt im Osten des Landkreises Hameln-Pyrmont und im nördlichen Gemeindegebiet des Fleckens Salzhemmendorf. Die Siedlung liegt am Südhang des gleichnamigen Höhenzuges Osterwald, am Ende einer Stichstraße.
Das Dorf wird durch das nach Norden ansteigende Gelände und durch den im Westen, Norden und Osten umgebenden Waldbereich des Osterwaldes geprägt. Die Waldflächen reichen bis an den bebauten Ort, so dass die bebauten Bereiche in die umgebende Landschaft eingebettet sind. Der Wald wird von den Anwohnern rege als Wandergebiet genutzt und ist wildreich.
Den Gipfel des Osterwaldes bildet eine Lichtung, der sogenannte Fast. Er hat eine Höhe von 419 m ü. NN.

Der Osterwald mit den Gipfeln (vlnr) Fast (419 m), Hoher Stuhl (391 m) und Ahrensberg (365 m); links am Hang die Ortschaft Osterwald.

## Geschichte

### 16.–19. Jahrhundert
Die erste urkundliche Erwähnung von Osterwald erfolgte am 29. Dezember 1585. Herzog Julius zu Braunschweig und Lüneburg (1528–1589) ließ sich damals über den Bergbau in seinem Herrschaftsgebiet informieren. Dabei wurde auch das „Osterwaldische Kollen Berckwerck“ erwähnt. Daraufhin wurden 1587 Bergleute aus Clausthal im Harz nach Osterwald gebracht, um den Bergbau zu optimieren. Sie gründeten Osterwald, und durch den Steinkohlebergbau entwickelte sich der Hüttenstollen Osterwald.
Die geförderte Steinkohle diente vor allem dem Betrieb von Glashütten, wie die von Oberamtmann Conrad Werner Wedemeyer 1701 in Osterwald gegründete Anlage für Lauensteiner als weißes Hohlglas. Sie fertigte bereits von Anfang an hochwertiges Kristallglas. Es entstanden in der Gegend noch weitere Glashütten, wie die 1774 auf der Heide gegründete. Die Glashütte am Hemmendorfer Dreisch wurde 1775 im Ortsteil Heide gegründet und produzierte für wenige Monate Fensterglas und grünes Hohlglas. Sie wurde 1784 in eine Ziegelei umgewandelt.
Das Schulhaus in Osterwald wurde 1790 gebaut. Die Begehung des Bergfestes wird 1819 erstmals urkundlich erwähnt. Gefeiert wurde es wahrscheinlich schon länger. Für den Direktor des Steinkohlenbergwerks wurde 1828 ein Herrenhaus, das spätere „Kurhaus“ gebaut. Im Jahr 1831 brach in Osterwald eine Cholera-Epidemie aus. Das Schulhaus wurde 1849 erweitert. Die Reußeschen Glashütte in Oldendorf/Glashütte wurde 1852 gegründet. Dort wurde weißes und grünes Hohlglas produziert.
Am 2. September 1872 wurde ein Denkmal zur Erinnerung an den Deutsch-Französischen Krieg 1870/71 eingeweiht. Im selben Jahr wurde im Ort ein Postamt eingerichtet. Osterwald wurde 1875 an die Bahnstrecke Elze–Löhne der Hannover-Altenbekener Eisenbahn-Gesellschaft angeschlossen. Neben dem Bahnhof entstand eine Zuckerfabrik. Um den Ort herum wurde 1885 Wald gerodet, um Ackerflächen zu schaffen. Die alte „Lauensteiner“ Glashütte wurde 1886 stillgelegt. Es wurde aber 1892 an gleicher Stelle eine neue Glasfabrik ohne wirtschaftliche Verbindung zur alten Glashütte angelegt.
Ein Jahr nach der Grundsteinlegung wurde die evangelisch-lutherische Christuskirche 1897 eingeweiht. Der Bergbau und die Glashütte gingen in den Besitz der Aktiengesellschaft für Glasindustrie vorm. Friedrich Siemens in Dresden über.

### 1900–1950
Die Schule wurde 1909 erneut umgebaut und erhielt 1911 eine Wasserleitung. Die Kirchengemeinde baute 1911 ein Pfarrhaus. Osterwald erhielt 1914 elektrisches Licht. Die Zuckerfabrik stellte ihren Betrieb 1920 ein. Das Kriegerdenkmal 1914/18 wurde 1921 angelegt.
Die Siemens’sche Glashütte wurde 1931 auf Abbruch verkauft. Im gleichen Jahr wurde in der Kirche eine Orgel installiert. Die Gemeinde Osterwald erhielt 1938 das Recht, aus dem Gustav-Stollen Trinkwasser zu gewinnen. Am 24. Dezember desselben Jahres wurde die Kirche durch einen Brand schwer beschädigt. Von 1945 bis 1953 wurde der Abbau von Steinkohle als Notbergbau zur Versorgung der Landbevölkerung betrieben. Danach wurde der Stollen als Wassergewinnungsanlage hergerichtet. Auch diese Nutzung wurde 1960 wieder aufgegeben.

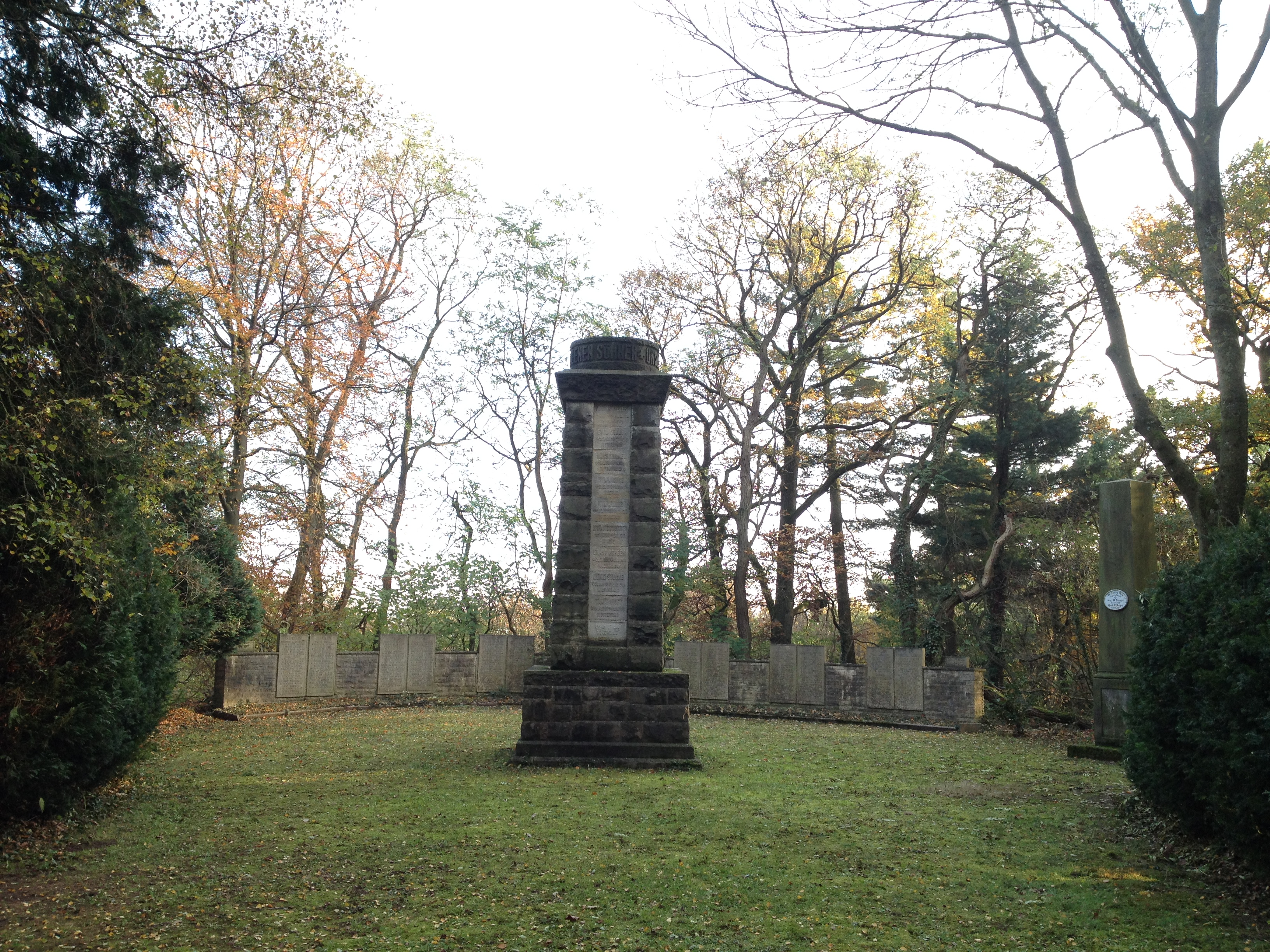
Denkmal der gefallenen Soldaten des Ersten und Zweiten Weltkrieges

### Seit 1951
1951 wurde die ehrenamtlich betriebene Freilicht- und Waldbühne Osterwald eröffnet. Erstes Stück waren die von Fritz Schmidt und Karl-Heinz Niemeyer arrangierten Hans-Sachs-Spiele. 1953 wurde der zugehörige Verein Freilicht- und Waldbühne Osterwald e. V. gegründet.
1952 wurden eine Badeanstalt und 1957 ein Sportplatz gebaut. Das Waldbad sollte 1997 aus Kostengründen geschlossen werden, wird jedoch seitdem vom Verein Waldbad Osterwald e. V. ehrenamtlich betrieben. 2016 wurde es als KinderFerienLand Niedersachsen ausgezeichnet.
Osterwald erhielt 1961 eine neue Schule und ein Kriegerdenkmal für die Opfer des Zweiten Weltkrieges. Am 5. März 1963 wurde die Kirche durch einen Brand schwer beschädigt. Die wiederhergestellte Kirche wurde am 18. Februar 1964 mit drei neuen Glocken neu geweiht. Im Ort wurde 1968 erstmals das Lichterfest gefeiert. 1966 eröffnete die Diakonie Himmelsthür aus Hildesheim in Osterwald das Emil-Isermeyer-Haus, eine Einrichtung der Eingliederungshilfe für Menschen mit geistiger Behinderung. Mit 48 Angestellten ist es nach eigenen Angaben der größte Arbeitgeber am Ort und einer der größten in Salzhemmendorf. Die 37 Bewohnerinnen und -ner spielen im Ort eine wichtige Rolle; das Dorf gilt als Beispiel für gelungene Soziale Inklusion.
Im Zuge der Gebietsreform wurde der Ort Osterwald 1973 in den Flecken Salzhemmendorf eingegliedert. Die neue Schule wurde 1975 geschlossen. Das Gebäude wird seitdem von den Osterwalder Vereinen als Dorfgemeinschaftshaus genutzt. Auch ein Kindergarten ist dort untergebracht. Am 28. Juni 1980 wurde der Hüttenstollen als Besucherbergwerk eingeweiht. Das ab 1983 gebaute Orts- und Bergbaumuseum nahe dem Hüttenstollen wurde 1985 eingeweiht. Betrieben wird es vom 1983 gegründeten Verein zur Förderung des Bergmannswesens Osterwald.
In den Jahren 1999 und 2000 konnte Osterwald jeweils den ersten Platz auf Kreisebene und anschließend auf Bezirksebene im Dorfwettbewerb Unser Dorf hat Zukunft belegen.

## Politik
- SPD: 2
- WLP: 4
- CDU: 1

WLP: Wir.Lokal.Politik

### Ortsrat
Osterwald hat einen siebenköpfigen Ortsrat.
Ortsbürgermeisterin von Osterwald ist Nina Wüstemann (Wählergruppe Wir.Lokal.Politik).

### Wappen
Im geteilten Schild oben drei grüne Waldfichten auf silbernem Grund, unten Schlägel und Eisen auf schwarzem Grund. Die untere schwarze Fläche steht für Kohle, Schlägel und Eisen sind das Symbol der Bergleute.

## Kultur und Sehenswürdigkeiten

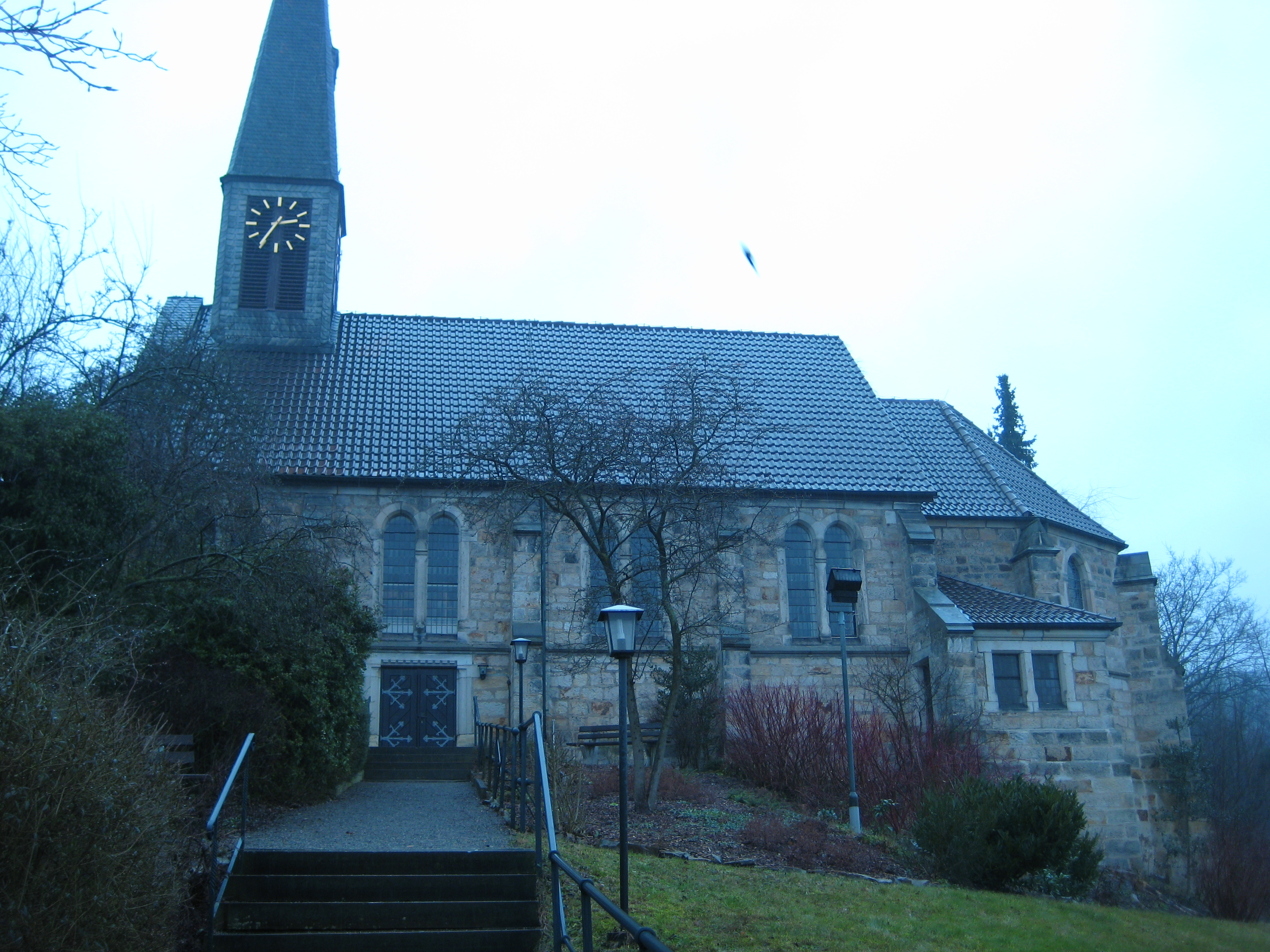
Christuskirche in Osterwald

- Im Ort liegt die ev.-luth. Christuskirche. Das Gebäude stammt aus dem Jahr 1897. Es wurde nach jahrzehntelangen Bemühungen um eine eigene Kapelle errichtet. Am 1. April 1954 wurde Osterwald zu einer eigenen Kirchengemeinde. Am 24. Dezember 1938 wurde die Kirche bei einem Heizungsbrand beschädigt. Am 5. März 1963 kam es erneut zu einem Brand, der Dachreiter wurde komplett zerstört, die beiden Glocken schmolzen. Die wiederhergestellte Kirche wurde am 18. Februar 1964 mit drei neuen Glocken neu geweiht. 1995 wurde die Kirche neu ausgemalt. Die erste Orgel wurde 1931 durch einen Neubau abgelöst. Die Orgel wurde 1963 bei dem Brand zerstört, 1966 erhielt die Kirche einen Neubau von der Orgelbauwerkstätte Schmidt&Tiemann.

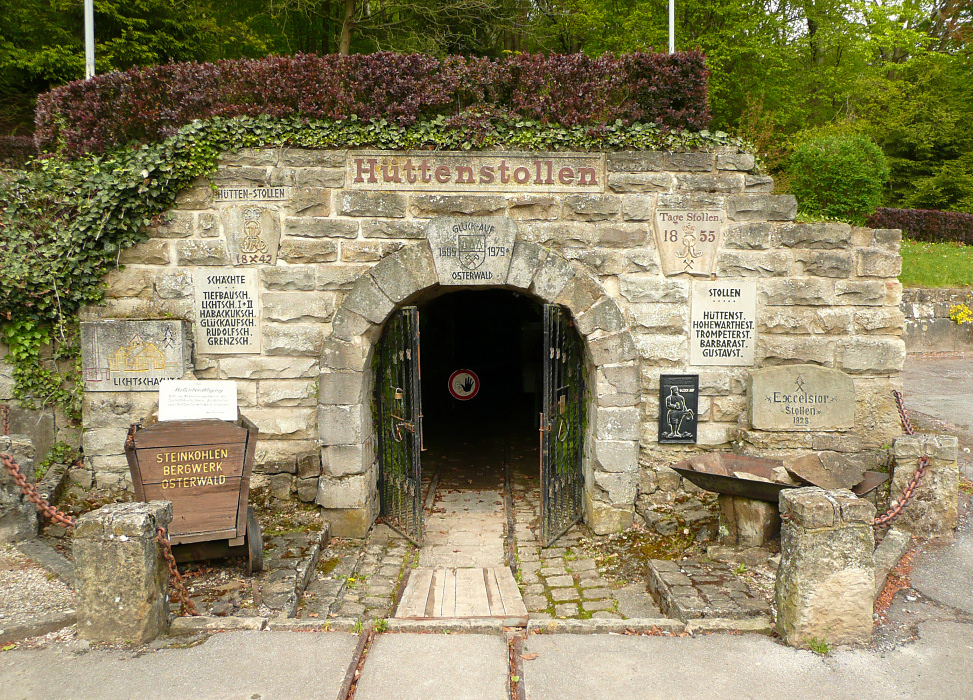
Mundloch des Hüttenstollens Osterwald

- Das Bergwerksmuseum und der Hüttenstollen Osterwald sind im Sommerhalbjahr sonntags geöffnet.

- Die 1950 gegründete Osterwaldbühne, eine im Wald am Dorfrand gelegene Freilichtbühne, wird vom Verein Freilicht- und Waldbühne Osterwald e. V. betrieben. Die Naturkulisse hat 613 Sitzplätze. Die Amateur-Schauspieler spielen jährlich in der Sommersaison an den Wochenenden Ende Mai bis Anfang September verschiedene Stücke. Darunter ein Kinder/Märchenstück und ein Boulevard/Volksstück. Im Winter kann das Studiotheater mit 77 Sitzplätzen besucht werden.[11]

- Das 1966 eröffnete Emil-Isermeyer-Haus der Diakonie Himmelsthür, eine Einrichtung der Eingliederungshilfe für Menschen mit geistiger Behinderung, gilt mit seinen 37 Bewohnerinnen und -nern als Beispiel für gelungene Soziale Inklusion. Dazu gehört auch ein Inklusives Café.[12]

- In Osterwald gibt es ein reges Vereinsleben. Die Festschrift von 2010 zählt 18 aktive Vereine mit fast 2500 Mitgliedern auf, dazu mehrere vereinsähnliche Freundes- und Arbeitskreise.[13] Seit 2015 betreiben ehrenamtliche Wirte sogar eine eigene Gaststätte mit Kulturprogramm, die SteigerKlause, um den Verlust der letzten kommerziell betriebenen Gaststätte auszugleichen, die 2012 schließen musste.[14]

## Persönlichkeiten
- Hermann Wöbbeking (1879–1956), Maler, Plakatkünstler, Werbegrafiker und Illustrator